# Повільні нейтрони
Пові́льні нейтро́ни (рос. медленные нейтроны, англ. slow neutrons) — нейтрони з кінетичною енергією, меншою від певного характеристичного значення, яке може коливатися в широкому інтервалі, залежно від обставин досліду. У фізиці реакторів цю величину часто обирають рівною 1 eВ.